# گاگا: پنج فوت دو اینچ
گاگا: پنج فوت دو اینچ (به انگلیسی: Gaga: Five Foot Two) یک فیلم مستند انتشار یافته سال ۲۰۱۷ دربارهٔ لیدی گاگا خواننده و ترانه‌سرای اهل ایالات متحده آمریکا است. مستند رویدادهای تولید و انتشار پنجمین آلبوم استودیویی جوآن (۲۰۱۶) و اجرای بین دو نیمه در مسابقه سوپربول ۲۰۱۷ لیدی گاگا را به تصویر می‌کشد. فیلم توسط کریس موکاربل هنرمند هنرهای تجسمی و مستندساز کارگردانی شده‌است. مستند نخستین‌بار ۸ سپتامبر ۲۰۱۷ در جشنواره بین‌المللی فیلم تورنتو ۲۰۱۷ به نمایش درآمد، سپس به صورت جهانی در ۲۲ سپتامبر ۲۰۱۷ از طریق نت‌فلیکس منتشر شد.

## بازیگران
- لیدی گاگا
- انجلینا کالدرون جرمانوتا، مادربزرگ
- سینتیا جرمانوتا، مادر
- جو جرمانوتا، پدر
- ناتالی جرمانوتا، خواهر
- سونجا دورهام، عضو تیم هاوس آو گاگا و دوست
- بابی کمبل، مدیر برنامه‌ها
- تونی بنت، موسیقی‌دان
- برایان نیومن، موسیقی‌دان
- فلورنس ولچ، موسیقی‌دان
- بلادپاپ، تهیه‌کننده
- مارک رانسون، تهیه‌کننده
- ریچی جکسون، رقص‌پرداز
- فردریک اسپرس، آرایشگر مو
- روث هاگبن، فیلم‌ساز
- دناتلا ورساچه، طراح مد